# Distretto di Keşap
Il distretto di Keşap (in turco Keşap ilçesi) è uno dei distretti della provincia di Giresun, in Turchia.